# Love Song (Mark-’Oh-Lied)
Love Song ist ein Lied des deutschen Dance-DJs Mark ’Oh aus dem Jahr 1994. Es wurde von Marko Albrecht und André Schöttler geschrieben und am 11. Juli 1994 vorab als zweite Single des Debütalbums Never Stop That Feeling ausgekoppelt.

## Hintergrund
Love Song wurde von Marko Albrecht und André Schöttler geschrieben und von den beiden auch produziert. Es erschien im Juli 1994 über das Label Low Spirit Recordings als Single. Es handelt sich um einen schnellen Happy Hardcore/Hard-Trance-Song, der mit einem Klavierintro beginnt. Der Songtext richtet sich an eine geliebte Person, die als „my sweetest love“ angesprochen wird und mit dem Protagonisten ins „Wunderland“ reisen solle.

## Musikvideo
Auch ein Musikvideo wurde zu dem Song gedreht, das etwa auf VIVA zu sehen war. Während des Intros ist Mark ’Oh auf Bahngleisen und mit einem Koffer laufend zu sehen. In der Folge werden Szenen von der Loveparade in Berlin mit Mark ’Oh gezeigt.

## Rezeption

### Charts und Chartplatzierungen
Nachdem die Anfang 1994 veröffentlichte Debütsingle Randy (Never Stop that Feeling) es bereits in die deutschen Charts geschafft hatte, wurde Love Song zum zweiten Charthit von Mark ’Oh. In Deutschland erreichte er mit Platz fünf der Charts zum ersten Mal die Top 10, ebenso wie in der Schweiz Platz mit acht.
In den Bravo-Jahrescharts 1994 erreichte Love Song mit 229 Punkten den 13. Platz, gemeinsam mit Jessie von Joshua Kadison.
| ChartsChartplatzierungen | Höchstplatzierung | Wochen |
| ------------------------ | ----------------- | ------ |
| Deutschland (GfK)        | 5 (31 Wo.)        | 31     |
| Schweiz (IFPI)           | 8 (25 Wo.)        | 25     |

### Auszeichnungen für Musikverkäufe
Noch im Erscheinungsjahr wurde das Lied in Deutschland mit einer Goldenen Schallplatte für über 250.000 verkaufte Einheiten ausgezeichnet.
| Land/Region        | Auszeichnungen für Musikverkäufe (Land/Region, Auszeichnung, Verkäufe) | Verkäufe |
| ------------------ | ---------------------------------------------------------------------- | -------- |
| Deutschland (BVMI) | Gold                                                                   | 250.000  |
| Insgesamt          | 1× Gold ·                                                              | 250.000  |